# 龔世法
龔世法（？—？），號滄嶼、又号竹山，湖廣荆州府公安縣人。

## 生平
万历三十四年（1606年）丙午科湖廣鄉試舉人，四十一年（1613年）癸丑科进士，兵部觀政，四十二年授行人，四十七年擢吏部稽勋司主事，調验封司、考功司，四十八年升文选司员外郎、稽勋司郎中，在職五年，門無私謁。清峻絶物，凡投以書疏者，率原函還之，未嘗启封。銓曹例有堂食，皆胥吏供頓，極豐腆。世法盡揮去，日饭脱粟而已。本年乞假歸。天啓七年（1627年）革职为民。崇禎二年己巳（1629年），起補原任，未至京，遣返，为言者所糾，謫戍常德，終于家。世法儀貌甚莊，見人不为殷勤，人亦未嘗見其笑。家居被服褴褛，人不識其曾为吏部也。赴補至中途，適同年生杨嗣昌備兵中州，饋金四十，貂帽一，嘱其使曰：龔公必不受，可言過吾境，未有不相問者，吾無事擾銓政也。世法果坚辞，所親方勸，始受其帽，寒甚，著以即路，人或觀之，世法大悔，即封識遞還之，其介如此。

## 家族
曾祖龔如釗。祖父龔大瑚。父龔仲德，庠生。